# Monumento a la Fundación del Partido
El Monumento a la Fundación del Partido (당창건기념탑 (McCune-Reischauer, Tangch'anggŏnkinyŏmt'ap) es un monumento en Pyongyang, la capital de Corea del Norte.
El monumento es rico en simbolismo: su martillo, hoz y pincel de tinta simbolizan a los trabajadores, campesinos e intelectuales. Tiene 50 metros de altura para simbolizar el 50.º aniversario de la fundación del Partido del Trabajo de Corea. El número de losas que componen el cinturón alrededor del monumento y su diámetro corresponden a la fecha de nacimiento de Kim Jong-il. La inscripción en el cinturón exterior dice "¡Viva el líder y organizador de las victorias del pueblo de Corea, el Partido del Trabajo de Corea!" En el interior del cinturón hay tres relieves de bronce, cada uno con un significado distinto: la raíz histórica del partido, la unidad del pueblo bajo el partido y la visión del partido para un futuro progresista. Dos edificios en forma de bandera roja con letras que forman las palabras "siempre victorioso" rodean el monumento.
El monumento, diseñado por Mansudae Art Studio, se completó el 10 de octubre de 1995, en el 50.º aniversario de la fundación del Partido del Trabajo de Corea. Un monumento anterior dedicado a la fundación había sido erigido el 10 de octubre de 1975 en los terrenos del Museo de la Fundación del Partido .
El Monumento a la Fundación del Partido apareció en sellos postales en 1995 y 2005 y aparece en el billete de 50 wones.

## Características

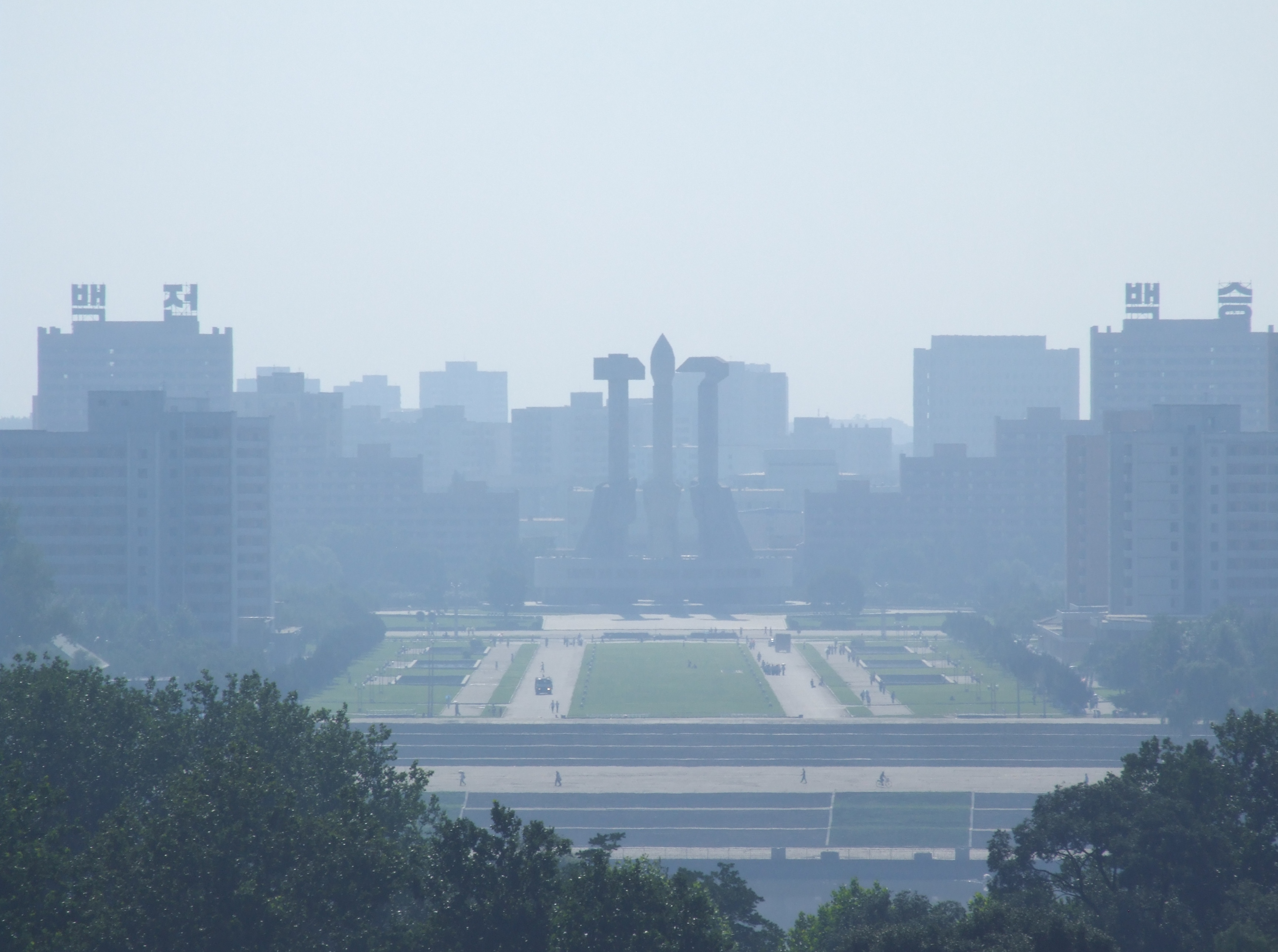
El monumento está justo enfrente del Gran Monumento de la Colina Mansu, al otro lado del río Taedong, desde donde se puede ver.

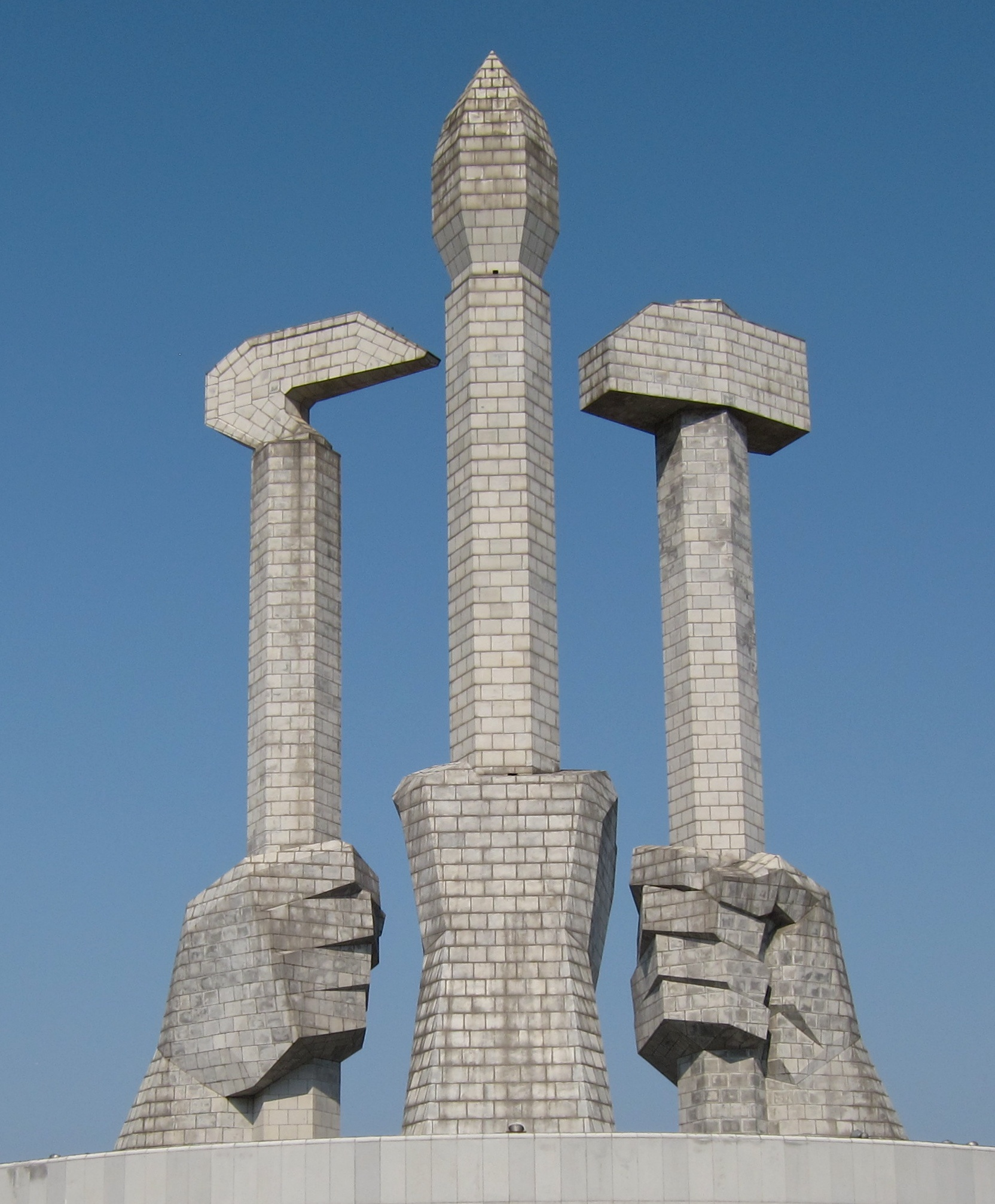
El elemento basado en el emblema del Partido de los Trabajadores simboliza el trabajador, el campesino y el intelectual.

El monumento está situado en la calle Munsu en el distrito Taedonggang de Pyongyang, en la orilla del río Taedong. En la ribera opuesta del río se encuentra el Gran Monumento de la Colina Mansu, y el Museo de la Revolución Coreana, con los cuales el Monumento a la Fundación del Partido está simétricamente alineado. Este eje que atraviesa el centro de Pyongyang simboliza la dinastía de Kim Il-sung y Kim Jong-il.
El sitio del monumento en su totalidad abarca 25.000 metros cuadrados. Esto incluye una plaza frente al monumento donde se realizan bailes y festividades. El césped del parque que rodea el monumento cuenta con 15.000 metros cuadrados de extensión. Hay 12 fuentes. Los terrenos cuentan con más de 53.000 árboles.
Hay edificios residenciales rojos simétricos, ondeando en forma de bandera, a ambos lados del monumento. Las letras en la parte superior de los edificios dicen: "siempre victorioso".
El monumento en sí está hecho de granito y los relieves son de bronce.
Los tres elementos más altos del monumento presentan tres puños cerrados que sostienen un martillo, una hoz y un pincel de tinta. La hoz y el martillo simbolizan a los trabajadores y campesinos y el pincel a los intelectuales . Este alegoría encuentra su base en el emblema del Partido del Trabajo de Corea. El monumento tiene una altura de 50 metros como homenaje del 50.º aniversario del partido.
El estilo arquitectónico encuentra grandes similitudes en otras famosas estructuras de hormigón de la ciudad, como la pista de hielo de Pyongyang o el hotel Ryugyong .

### Cinturón
Los tres puños están rodeados por un cinturón, que simboliza la "unidad incondicional del líder, el Partido y el pueblo". La inscripción en el cinturón exterior dice: "¡Viva el líder y organizador de las victorias del pueblo de Corea, el Partido del Trabajo de Corea!" (조선인민의 모든 승리의 조직자이며 향도자인 조선로동당 만세! (McCune-Reischauer, Chosŏninminŭi modŭn sŭngniŭi chojikchaimyŏ hyangdojain chosŏllodongdang manse!) El diámetro del cinturón es de 50 metros en el exterior y 42 metros en el interior. El cinturón está hecho de 216 bloques. Los 216 bloques y el diámetro interior de 42 metros simbolizan la fecha del 16 de febrero de 1942, la supuesta fecha de nacimiento de Kim Jong-il. En realidad, nació el 16 de febrero de 1941 en la Unión Soviética.
La base circular bajo el monumento es de 70 metros de diámetro que simbolizan los cerca de 70 años de historia del partido desde los días de la Unión para Derrotar al Imperialismo . En el interior del cinturón hay tres relieves que recogen la historia del partido.